# Hubertine Auclert
Hubertine Auclert, (Tilly, municipio de Sant-Priest-en-Murat (Allier), 10 de abril de 1848-París, 8 de abril de 1914) fue una periodista, pionera del movimiento feminista y la primera sufragista en Francia. Imitando los métodos de las Suffragettes inglesas Auclert practicó la provocación y la desobediencia civil: huelga de impuestos, rechazo del censo, inscripción en las listas electorales, etc. Fue la primera en utilizar el término «feminismo» en 1882 en el contexto en que se utiliza actualmente definido como la lucha para mejorar la situación de las mujeres. También reclamó el uso en femenino de palabras como testigo, abogado, elector, diputado, etc.

## Biografía

### Primeros años
Nació en una familia de buena posición social, era la quinta de siete hermanos. Su padre, un rico granjero republicano fue alcalde de Sant-Priest-en-Murat al inicio de la Segunda República en 1848. Destituido tras el golpe de Estado de Napoleón Bonaparte en 1852, se convirtió en una opositora al Segundo Imperio.  A los nueve años fue internada en un colegio religioso donde realizó sus estudios; su padre falleció cuando ella tenía trece años y, muy creyente, se planteó ordenarse religiosa en la congregación de San Vincente de Paul, pero no fue aceptada.
Abandonó el convento en 1864 para alojarse con su madre en la casa de su tío. A su muerte en 1866, su hermano la internó en un convento en Montluçon. Considerada demasiado independiente por las religiosas, fue expulsada por segunda vez de la vida monacal en 1869. Este rechazo que considera injustificado hace surgir en ella un resentimiento anticlerical.

### Activismo
Libre y materialmente independiente —recibe la herencia de sus padres— elige la causa republicana y la lucha por la libertad de las mujeres a partir de la revisión de las leyes del código napoleónico: 

soy casi desde nacimiento una rebelde contra el sometimiento femenino, la brutalidad del hombre hacia la mujer que me aterrorizó desde mi infancia, me llevó pronto a estar determinada en reivindicar para mi sexo la independencia y la consideración».

En París se alberga en casa de su hermana y se incorporó a la Asociación por el derecho de las mujeres. La asociación fue disuelta en 1877 pero renació con el nombre de la Liga Francesa por el Derecho de las Mujeres con Victor Hugo como Presidente de Honor impulsada por Léon Richer y Maria Deraismes. Hubertine se convirtió en la primera activista francesa en proclamarse «feminista».
Victor Hugo le propuso participar en el periódico Futuro de las mujeres (Avenir des femmes) dirigido por Léon Richer y Maria Draismes. Auclert se implicó en el movimiento para defender los derechos de las mujeres y en particular el derecho al voto. En 1876 fundó la sociedad El derecho de las mujeres con este objetivo, organización que en 1883 se convirtió en la sociedad El sufragio de las mujeres.
En la primavera de 1877 lanzó un llamamiento a las mujeres de Francia: 

Mujeres de Francia, nosotras también tenemos derechos a reivindicar: es tiempo de salir de la indiferencia y de la inercia para protestar contra los prejuicios y las leyes que nos humillan. Unamos nuestros esfuerzos, asociémonos, el ejemplo de los proletarios nos interpela, sepamos emanciparnos como ellos!

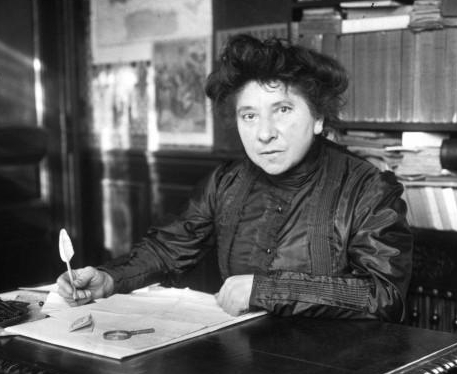
Auclert en 1910

En 1878 a pesar de la propuesta de Auclert el Congreso Internacional sobre los derechos de las mujeres que se celebró en París no apoyó el sufragio femenino.
Apostó entonces por el movimiento socialista y participó en el tercer congreso nacional obrero que en octubre de 1879 se celebró en Marsella. Allí presentó un largo  un largo informe donde dijo: «Una república que mantenga a las mujeres en condiciones de inferioridad no podrá hacer a los hombres iguales». A pesar de la clara advertencia las mentalidades proletarias no fueron receptivas.
En 1880 organizó una huelga de impuestos defendiendo la idea de que dada la ausencia de representación legal, las mujeres no debían ser gravadas con impuestos. Uno de sus consejeros jurídicos fue el abogado Antonin Lévrier, con quien se casaría en 1887. El 8 de abril de 1881 la alta jurisdicción administrativa rechazó su petición y Hubertine Auclert debe ceder cuando los agentes judiciales llegan a su casa y la precintan.
El 13 de febrero de 1881 lanzó La Cittoyenne (La Ciudadana), un periódico en defensa de la liberación femenina que recibió el apoyo de la élite del movimiento feminista, entre ellas el de la escritora y periodista libertaria Caroline Rémy conocida como Séverine y el de la escritora y artista María Bashkirtseff para el que escribió varios artículos. Mientras sus contemporáneas preferían una estrategia de pequeños pasos reivindicando primero la igualdad de los derechos civiles, Auclert eligió militar en favor de los derechos políticos de las mujeres.
En 1884 Auclert denunció la ley del divorcio a causa de la flagrante discriminación contra las mujeres a las que no se les permite guardar su salario y propuso la idea entonces radical de un contrato de matrimonio entre cónyuges con separación de bienes. Hubertine Auclert innovó también en la lucha feminista reclamando la feminización de ciertas palabras (testigo, abogado, elector, diputado, etc.).
En 1888, se estableció durante cuatro años con su marido en Argelia antes de regresar a París. Obligada por razones financieras a poner fin a la experiencia de La Ciudadana, Auclert continuó su activismo.
En 1894, colaboró con el periódico La Libre Palabra lanzado por el periodista Édouard Drumont.

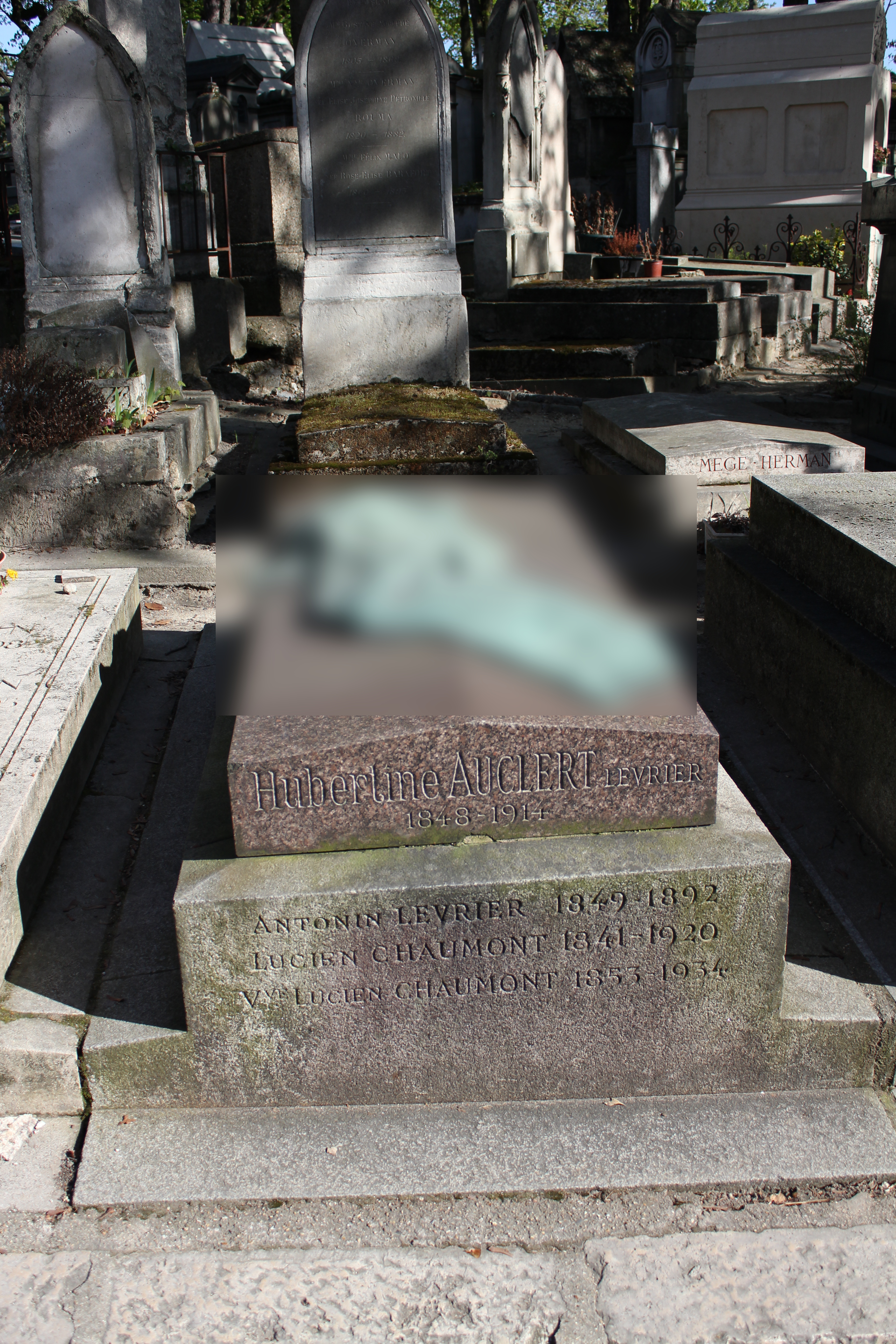
Tumba de Hubertine Auclert en el Cementerio de Père-Lachaise de París

En 1900 participó en la creación del Consejo Nacional de las Francesas, una organización creada con el objetivo de federar a los grupos feministas franceses que pronto apoyará el voto de las mujeres y fruto de su estancia en Argelia publica ese año Las mujeres árabes en Argelia, una obra en la que denunció el doble peso que recaía sobre ellas: el de la tradición ancestral y el del colonialismo.
En 1908, las francesas casadas lograron finalmente el control de sus propios salarios pero Auclert, que tenía ya sesenta años, continuó reivindicando la igualdad completa y protagonizó varias acciones para llamar la atención de la discriminación contra las mujeres. Durante las elecciones municipales de ese año rompió simbólicamente una urna en París. El 24 de abril de 1910 haciendo estrategia con Marguerite Durand y desafiando a las autoridades se presentó como candidata a las elecciones legislativas. Le siguieron otras dos mujeres: Renée Mortier y Gabrielle Chapuis. Candidaturas que fueron rechazadas.
Considerada como una figura central en la historia del movimiento de los derechos de las mujeres francesas, Hubertine Auclert prosiguió su activismo hasta la muerte. Fue enterrada en el cementerio del Père-Lachaise, división 49, de París. La escultura sobre su tumba conmemora el «sufragio de las mujeres».

## Obra
- Las mujeres árabes en Argelia, París, Sociedad de ediciones literarias, 1900

## Otros datos
- Hay una escuela de Toulouse que lleva el nombre de Hubertine Auclert.[9]
- En 2013 en el 11 distrito de París se inauguró la plaza Hubertine-Auclert.[10]